# Тиллман, Эмма
Эммалин Фэнчон «Эмма» Тиллман (англ. Emmaline "Emma" Fanchon Tillman, в девичестве Фост (англ. Faust; 22 ноября 1892, Гибсонвилл, Северная Каролина, США — 28 января 2007, Ист-Хартфорд, Коннектикут, США) — американская долгожительница, пекарь. Умерла в возрасте 114 лет 67 дней.
Родилась на плантации в Северной Каролине. Её отец Альфонсо Фост был мулатом — сыном рабыни и плантатора Каина Фоста, этнического немца. Мать Эммы Марта Гибсон-Фост была индейского происхождения. Эмма была одной из двадцати трёх детей этой пары (восемь её братьев и сестёр умерли в детстве). Четверо из братьев и сестёр Эммы также дожили до ста лет. Бо́льшую часть жизни Тиллман провела в штате Коннектикут. Она стала первой чернокожей выпускницей школы Гластонбери, в которой училась, и принимала участие в первых выборах, где могли голосовать женщины.
В декабре 2006 года после смерти старейшей долгожительницы мира Элизабет Болден Эмма Тиллман стала самым старым жителем США, а 24 января 2007 с кончиной Эмилиано Меркадо дель Торо (Пуэрто-Рико) — старейшим человеком в мире. Всего через четыре дня она умерла в Ист-Харфорде, штат Коннектикут. После Тиллман старейшим живущим долгожителем планеты стала жительница Японии Ёнэ Минагава.